# Абрамова, Надежда Евгеньевна
Надежда Евгеньевна Абрамова (род. 23 февраля 1968, Ленинград) — российский режиссёр и продюсер документальных фильмов. Автор и ведущая телевизионных программ.

## Биография
С 1986 по 1995 год занимала должность режиссёра в Молодёжном театре на Фонтанке.
В 2017 году Абрамова совместно с сотрудниками Всероссийского музея А. С. Пушкина, специалистами своего продюсерского центра, а также с работниками студии Санкт-Петербургского института кино и телевидения запустила проект «Путешествия поэтов»[значимость факта?].
С 2018 года является директором и генеральным продюсером фестиваля «Digital Opera».
Состояла в браке с российским актёром Сергеем Русскиным[значимость факта?].

## Фильмография

### Ведущая телепередач
| Годы                | Название                           | Телеканал                 | Примечание                |
| ------------------- | ---------------------------------- | ------------------------- | ------------------------- |
| 1997—2000           | «Уголок Франции»                   | ТРК «Петербург»           | ведущая, автор и продюсер |
| 2001—2003           | «Мистерия стиля»                   | ТРК «Петербург»           | ведущая, автор и продюсер |
| 2001—2004           | «Шпилька»                          | СТС, 100ТВ                | ведущая, автор и продюсер |
| 2002—2010           | «Мужское начало»                   | СТС, 5 канал, РЕН ТВ, ТНТ | ведущая, автор и продюсер |
| 2010—2013 2015—2016 | «Мужское начало+. Вечные ценности» | ТНТ, РЕН ТВ, ТВЦ          | ведущая, автор и продюсер |
| 2013—2015           | «Вкус настоящего»                  | Санкт-Петербург           | ведущая, автор и продюсер |

### Режиссёр
| Год  |     | Название                             | Примечание |
| ---- | --- | ------------------------------------ | ---------- |
| 2009 | док | «Подиум для Золушки»                 | режиссёр   |
| 2010 | док | «Разведка. История времени»          | режиссёр   |
| 2011 | док | «Фотограф»                           | режиссёр   |
| 2015 | док | «Они улыбаются…»                     | режиссёр   |
| 2016 | док | «Апраксин. Дорога к храму»           | режиссёр   |
| 2017 | док | «Феликс Сутырин. Сценарий его жизни» | режиссёр   |

## Награды
- 2012 — Победа в номинации «Лучший фильм-портрет» на IV Международном телекинофестивале «Профессия — журналист»[1].

- 2015 — Диплом «За лучшее социальное кино» XIII Международного фестиваля православного кино «ПОКРОВ» за фильм «Они улыбаются…»[2]

- 2015 — Победа в номинации «Лучший очерк» на VIII международном кинофестивале «Северный Характер» за фильм «Они улыбаются…»[3].

- 2015 — Грамота XI Международного православного Сретенского кинофестиваля «Встреча» «за сохранение традиций и вклад в развитие современного искусства»[источник не указан 83 дня].

- 2016 — Приз Клуба Почётных граждан Самарской области IX Международного фестиваля документальных фильмов «Соль земли» за фильм «Апраксин. Дорога к храму»[4].